# Liste von Bergwerken in Mecklenburg-Vorpommern

Landkreise und kreisfreie Städte in Mecklenburg-Vorpommern.

Die Liste von Bergwerken in Mecklenburg-Vorpommern benennt Bergwerksanlagen im Bundesland Mecklenburg-Vorpommern, Deutschland. Sie erhebt keinen Anspruch auf Vollständigkeit.

## Liste

### Landkreis Vorpommern-Rügen
| Name                     | Ort | Revier | Beginn | Ende | Bodenschatz | Anmerkungen |
| ------------------------ | --- | ------ | ------ | ---- | ----------- | ----------- |
| Kreidetagebaue auf Rügen |     |        |        |      | Kreide      | [ 1 ]       |

### Landkreis Mecklenburgische Seenplatte
| Name                                 | Ort | Revier | Beginn | Ende | Bodenschatz | Anmerkungen |
| ------------------------------------ | --- | ------ | ------ | ---- | ----------- | ----------- |
| Sandtagebaue in Mecklenburg-Strelitz |     |        |        |      | Sand, Kies  | [ 2 ]       |

### Landkreis Ludwigslust-Parchim
| Name                                   | Ort                | Revier        | Beginn | Ende             | Bodenschatz         | Anmerkungen |
| -------------------------------------- | ------------------ | ------------- | ------ | ---------------- | ------------------- | ----------- |
| Kali- und Steinsalzbergwerk Lübtheen   | Lübtheen           | Griese Gegend | 1895   | 9. Dezember 1916 | Kali- und Steinsalz | ersoffen    |
| Kali- und Steinsalzbergwerk Conow      | Malliß-Conow       | Griese Gegend | 1912   | 1926             | Kali- und Steinsalz | geflutet    |
| Kali- und Steinsalzbergwerk Jessenitz  | Lübtheen-Jessenitz | Griese Gegend | 1886   | 24. Juni 1912    | Kali- und Steinsalz | ersoffen    |
| Braunkohlenbergwerk Malliß (Oberflöz)  | Malliß             | Griese Gegend | 1817   | 1908             | Braunkohle          |             |
| Braunkohlenbergwerk Malliß (Unterflöz) | Malliß             | Griese Gegend | 1873   | 1960             | Braunkohle          |             |
| Marien-Stollen                         | Malliß             | Griese Gegend | 1875   |                  | Braunkohle          | [ 5 ]       |
| Conow-Stollen                          | Malliß             | Griese Gegend | 1922   | 1926             | Braunkohle          | [ 6 ]       |
| Braunkohlenschacht am Sonnenberg       | Parchim            |               | 1841   | 1853             | Braunkohle          |             |